# Migennes
Migennes is een gemeente in het Franse departement Yonne (regio Bourgogne-Franche-Comté). De plaats maakt deel uit van het arrondissement Auxerre. Migennes telde op 1 januari 2022 6.878 inwoners. De geschiedenis van de gemeente hangt samen met haar treinstation.

## Geschiedenis
De 19e eeuw bracht grote veranderingen voor Migennes. Tussen 1775 en 1832 werd het Canal de Bourgogne gegraven. In 1849 werd het treinstation geopend op de lijn Parijs-Lyon-Marseille (PLM). Tussen 1855 en 1860 werd een depot voor stoomlocomotieven gebouwd en ernaast een arbeiderswijk voor de spoorwegarbeiders. Tussen 25 juni en 11 augustus 1944 was de spoorweginfrastructuur van Migennes het doelwit van herhaalde geallieerde luchtbombardementen. Na de oorlog groeide de gemeente en er kwam hoogbouw en nieuwe wijken (Champfort, La Justice, Le Noyer de L’Ecrevisse). Er kwam ook sportinfrastructuur, een ziekenhuis en een bedrijventerrein.

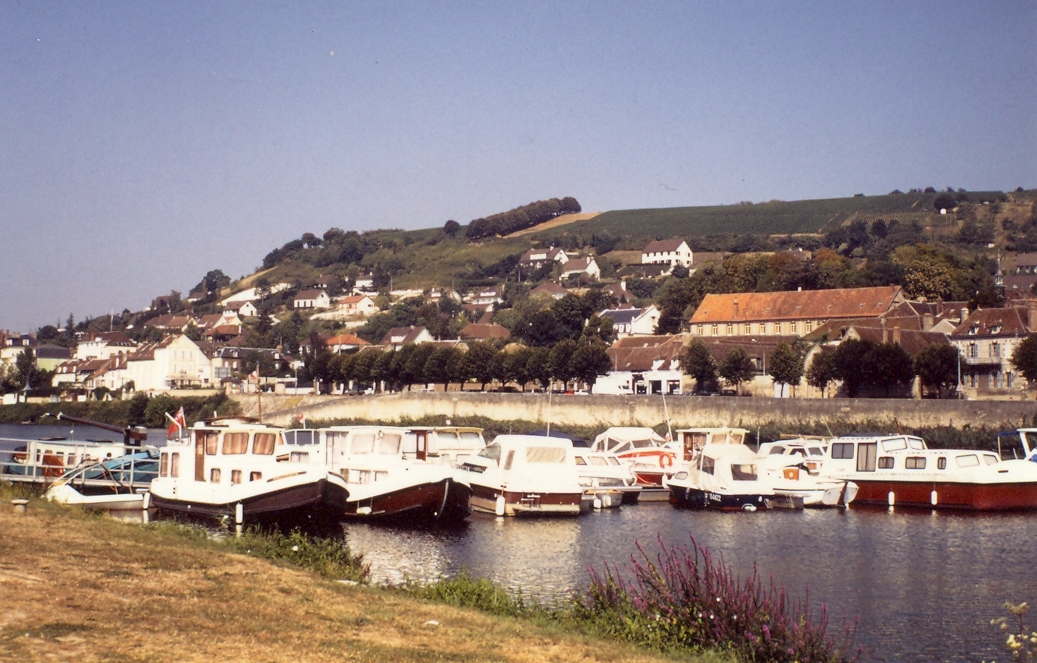
Migennes aan de Yonne

## Geografie
De oppervlakte van Migennes bedroeg op 1 januari 2022 16,58 vierkante kilometer; de bevolkingsdichtheid was toen 414,8 inwoners per km². Migennes ligt aan de samenvloeiing van de Armançon en de Yonne.
De onderstaande kaart toont de ligging van Migennes met de belangrijkste infrastructuur en aangrenzende gemeenten.

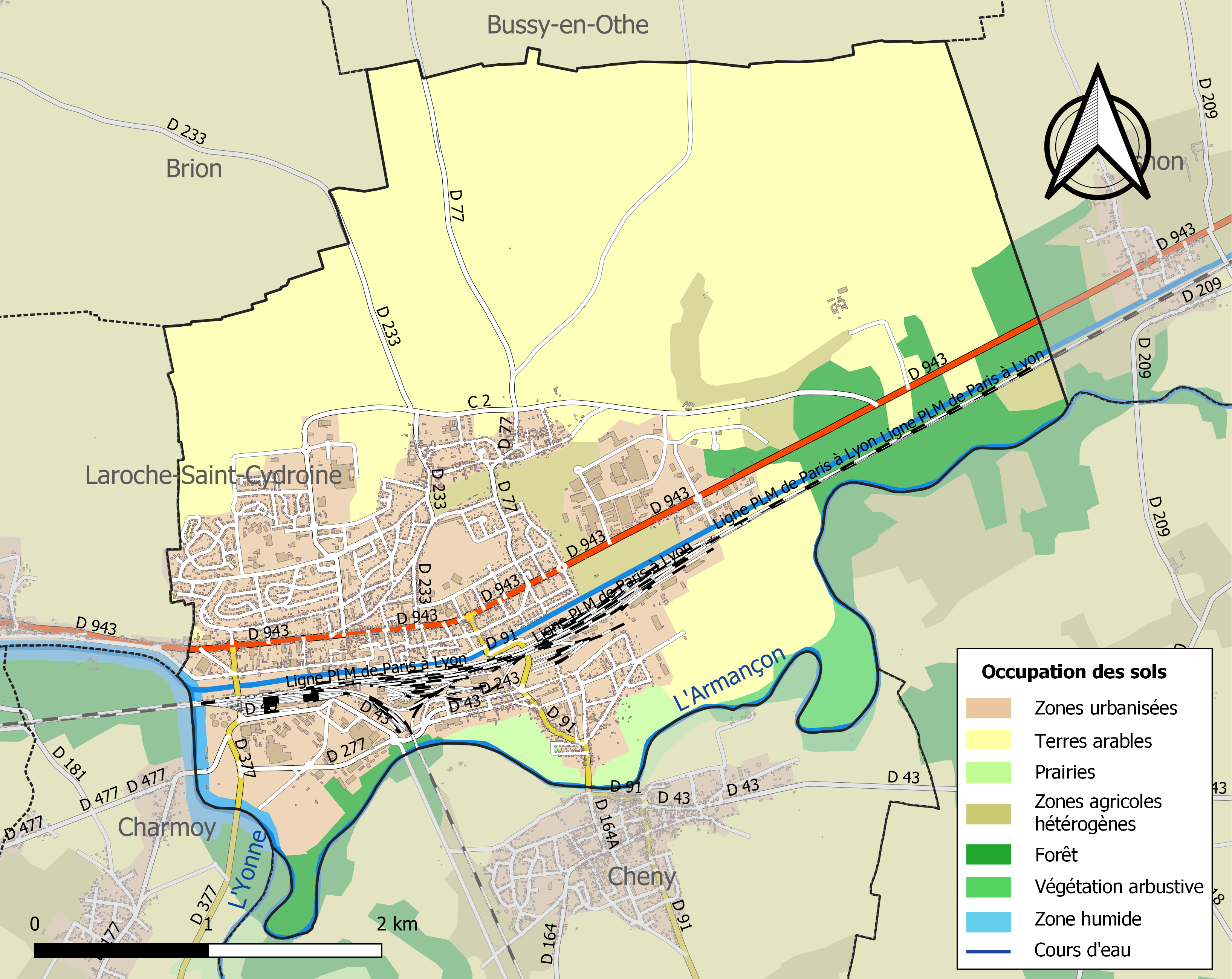

## Verkeer en vervoer
In de gemeente ligt het belangrijke spoorwegstation Laroche - Migennes, en begint het Canal de Bourgogne dat het Seinebekken verbindt met het stroomgebied van de Rhône. In Migennes is er een haven op dit kanaal die enkel wordt gebruikt voor de pleziervaart.

## Demografie
Onderstaande figuur toont het verloop van het inwonertal (bron: INSEE-tellingen).

## Bezienswaardigheden

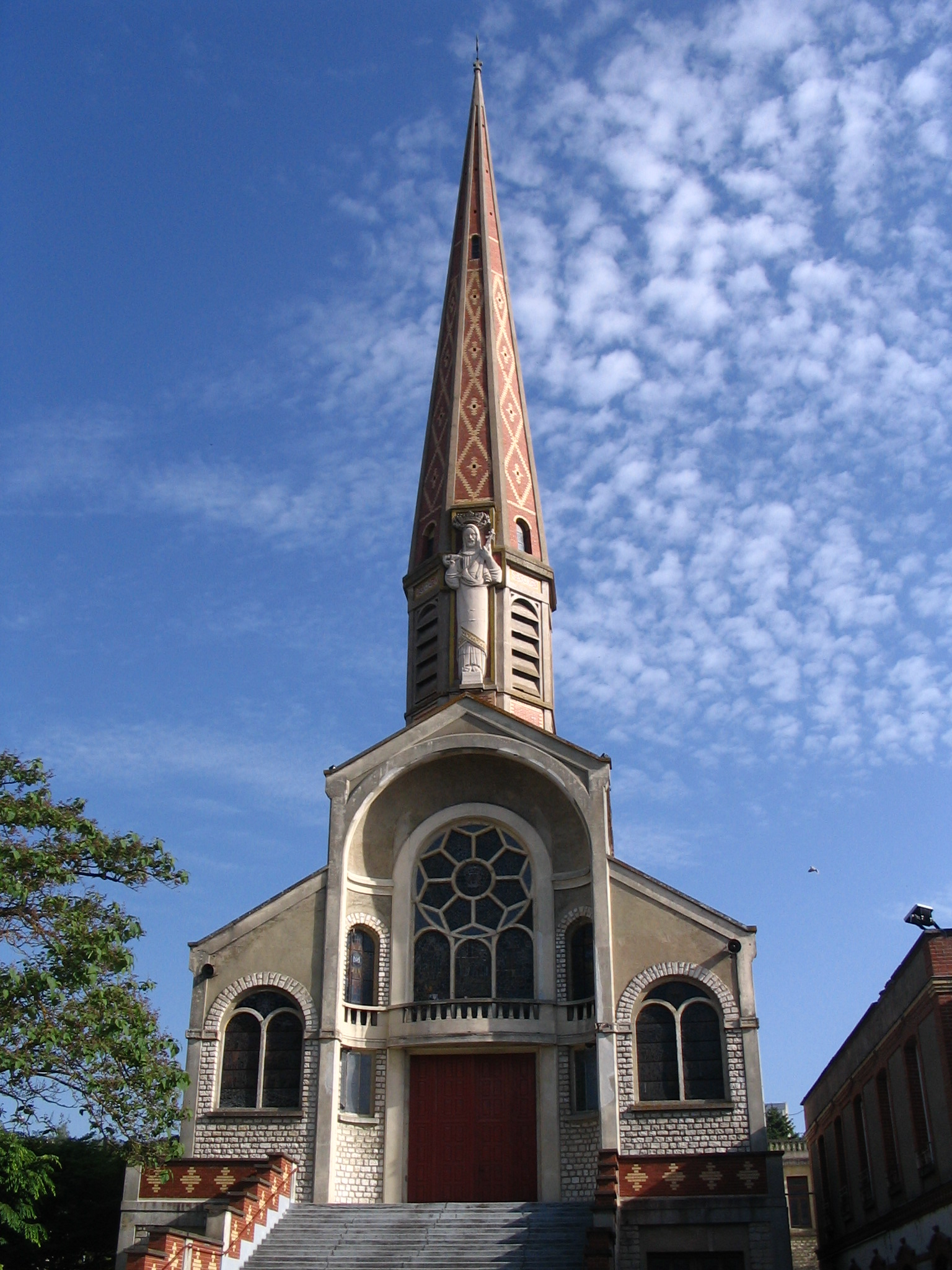
Kerk Christ-Roi

- Kerk Saint-Pancrace, 13e en 16e eeuw
- Kerk Christ-Roi, eerste helft 20e eeuw, gebouwd in de wijk van de spoorwegarbeiders met een torenspits van 60 m hoog

## Geboren
- Cédric Pineau (8 mei 1985), wielrenner